# Timeless (álbum de Viper)
Timeless é o sétimo álbum de estúdio da banda brasileira de heavy metal Viper, lançado em 23 de junho de 2023. Além de ser o primeiro álbum de inéditas da banda em dezesseis anos, também é o primeiro a contar com Leandro Caçoilo nos vocais.
O primeiro single, Under the Sun, foi divulgado em 28 de abril de 2022. O segundo single, Freedom of Speech, foi lançado em 27 de maio de 2022. O terceiro single, Timeless, foi lançado em 13 de semtebro de 2022. O último single, The Android, foi divulgado em 2 junho de 2023.

## Lista de faixas
| Timeless       |                        |                |                |         |  |
| N.º            | Título                 | Letras         | Música         | Duração |  |
| 1.             | "Under the Sun"        |                |                | 4:54    |  |
| 2.             | "Freedom of Speech"    |                |                | 3:28    |  |
| 3.             | "Timeless"             |                |                | 6:15    |  |
| 4.             | "The Android"          |                |                | 3:48    |  |
| 5.             | "The War"              |                |                | 9:56    |  |
| 6.             | "Angel Heart"          |                |                | 5:35    |  |
| 7.             | "Light in the Dark"    |                |                | 4:31    |  |
| 8.             | "Echoes in the Mirror" |                |                | 4:22    |  |
| 9.             | "Vit Righta"           |                |                | 3:32    |  |
| 10.            | "Thais"                |                |                | 4:36    |  |
| 11.            | "Reality"              |                |                | 1:52    |  |
| Duração total: | Duração total:         | Duração total: | Duração total: | 52:49   |  |

## Créditos
Viper
- Leandro Caçoilo - vocal
- Felipe Machado -  guitarra, acústica, violão e vocais de apoio
- Kiko Shred - guitarra
- Pit Passarell - baixo, e vocais de apoio
- Guilherme Martin - bateria

Participações
- Yves Passarell
- Hugo Mariutti
- Daniel Matos